# Jatiraga
Jatiraga is een bestuurslaag in het regentschap Majalengka van de provincie West-Java, Indonesië. Jatiraga telt 2212 inwoners (volkstelling 2010).